# Manuel Arteaga y Betancourt
Manuel Arteaga y Betancourt (Camagüey, 28 dicembre 1879 – L'Avana, 20 marzo 1963) è stato un cardinale e arcivescovo cattolico cubano.

## Biografia
Nacque a Camagüey il 28 dicembre 1879.
Papa Pio XII lo elevò al rango di cardinale nel concistoro del 18 febbraio 1946.
Morì il 20 marzo 1963 all'età di 83 anni.

## Genealogia episcopale e successione apostolica
La genealogia episcopale è:
- Cardinale Scipione Rebiba
- Cardinale Giulio Antonio Santori
- Cardinale Girolamo Bernerio, O.P.
- Arcivescovo Galeazzo Sanvitale
- Cardinale Ludovico Ludovisi
- Cardinale Luigi Caetani
- Cardinale Ulderico Carpegna
- Cardinale Paluzzo Paluzzi Altieri degli Albertoni
- Papa Benedetto XIII
- Papa Benedetto XIV
- Papa Clemente XIII
- Cardinale Bernardino Giraud
- Cardinale Alessandro Mattei
- Cardinale Pietro Francesco Galleffi
- Cardinale Giacomo Filippo Fransoni
- Cardinale Carlo Sacconi
- Cardinale Edward Henry Howard
- Cardinale Mariano Rampolla del Tindaro
- Cardinale Antonio Vico
- Arcivescovo George Joseph Caruana
- Cardinale Manuel Arteaga y Betancourt

La successione apostolica è:
- Cardinale Octavio Antonio Beras Rojas (1945)
- Vescovo Felipe Antonio Gallego Gorgojo, S.I. (1945)
- Vescovo Alfredo Antonio Francisco Müller y San Martín (1948)
- Vescovo Carlos Riu Anglés (1949)